# Кимичиён
Кимичиён (тадж. Қимичиён) — сельский населённый пункт (тадж. деҳа) в центральном Таджикистане. Находится в Рогунском районе — районе республиканского подчинения Таджикистана. Подчинён администрации поселка городского типа Обигарм. Расположен в Раштской долине, в долине реки Вахш. Расстояние от села до центра района (г. Рогун) — 24 км, до пгт Обигарм — 6 км. 
Население — 22 человек (2017 г.), таджики. 